# Laurence Bidaud
Laurence Bidaud (* 22. März 1968 in Lausanne) ist eine Schweizer Curlerin. 
Bidaud nahm als Ersatzspielerin an insgesamt drei Curling-Europameisterschaften teil: 1999, 2001 und 2003. Dabei gewann sie 1999 und 2001 die Bronzemedaille und 2003 die Silbermedaille.
Bei der Curling-Weltmeisterschaft spielte Bidaud 1992, 1993, 1994, 1999, 2000 sowie 2004 in Schweizer Teams und gewann 2000 die Silbermedaille und 1992 sowie 2004 die Bronzemedaille.
Als Lead nahm Bidaud an den Olympischen Winterspielen 2002 in Salt Lake City teil. Die Mannschaft gewann die Silbermedaille.